# Супутники Урана

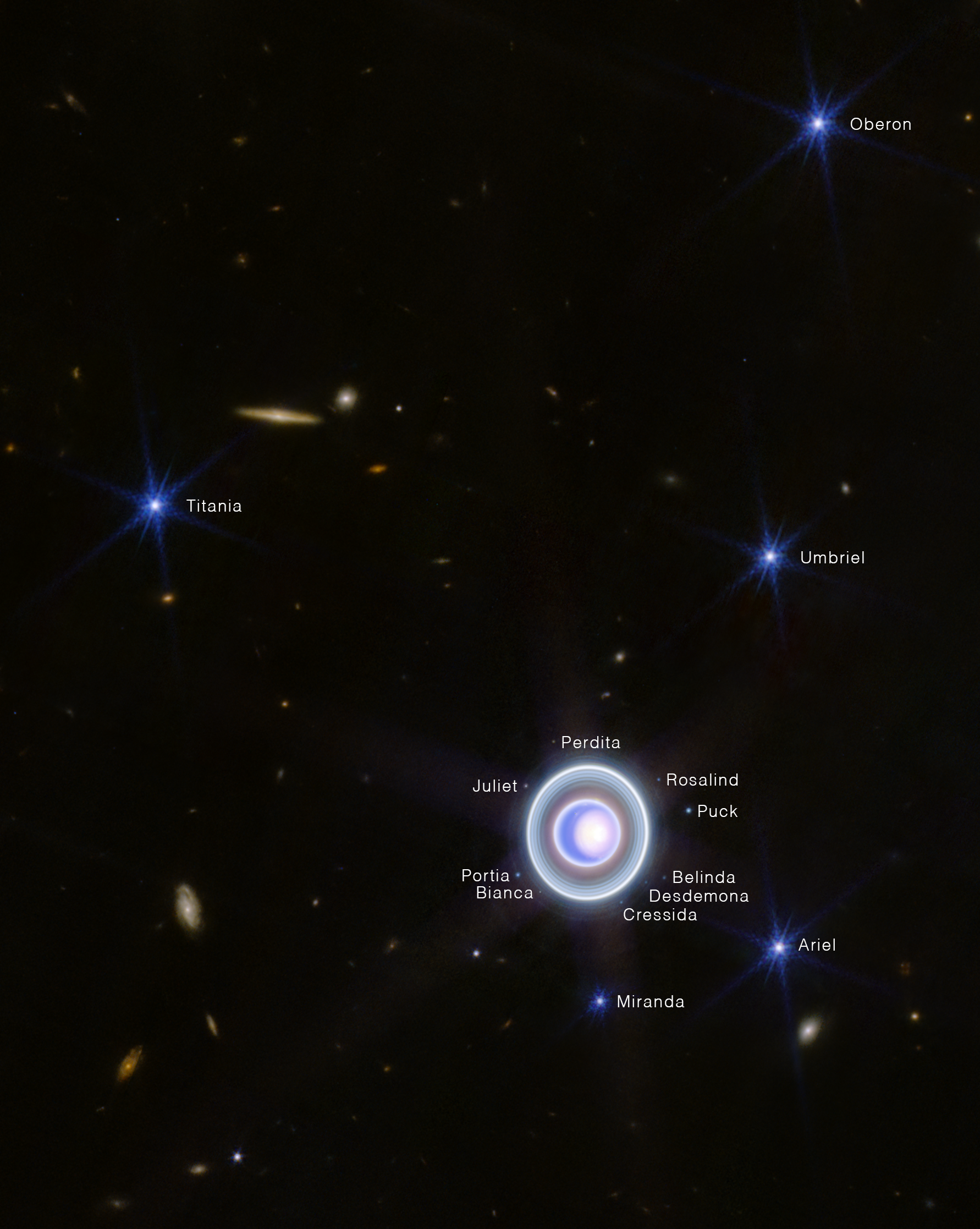
Зображення п'яти великих і дев'яти внутрішніх супутників Урана, зроблене космічним телескопом Джеймса Вебба. П'ять великих супутників: Арієль, Міранда, Умбрієль, Титанія та Оберон. Дев'ять малих супутникив: Пак, Біанка, Крессіда, Дездемона, Джульєтта, Порція, Розалінда, Белінда та Пердіта. Малі супутники Корделія та Офелія невидимі через яскраве кільце Епсилон, а Маб і Купідон занадто малі, щоб їх можна було побачити.

Супутників Урана наразі відомо 28. Вони поділяються на три групи: тринадцять внутрішніх супутників, п'ять великих супутників і десять нерегулярних супутників. Внутрішні та великі супутники мають проградні орбіти й у сукупності класифікуються як регулярні супутники. Навпаки, орбіти нерегулярних супутників віддалені, сильно нахилені та здебільшого ретроградні.
Внутрішні супутники — це невеликі темні тіла, подібні за властивостями й походженням до кілець Урана. П'ять великих супутників еліпсоїдальні, що є ознакою минулої або й теперішньої гідростатичної рівноваги, і чотири з них демонструють ознаки внутрішніх процесів, як-от утворення каньйонів та вулканізм. Найбільший із цих п'яти супутників, Титанія, має діаметр 1578 км і є восьмим за розміром супутником у Сонячній системі, її маса становить близько 1/20 маси Місяця. Орбіти регулярних супутників майже компланарні з екватором Урана, який нахилений до його орбіти на 97,77°. Нерегулярні супутники Урана мають еліптичні та сильно нахилені (здебільшого ретроградні) орбіти на великих відстанях від планети.
Перші два супутники, Титанію й Оберон, у 1787 році відкрив Вільям Гершель. Ще два великі супутники, Арієль і Умбрієль, відкрив 1851 року Вільям Ласселл. 1948 року Джерард Койпер відкрив Міранду. Усі інші супутники є значно меншими і були відкриті після 1985 року — місією «Вояджер-2» або за допомогою космічного телескопа «Габбл» і великих наземних телескопів. Всі супутники Урана названі на честь персонажів із творів Вільяма Шекспіра та Александера Поупа.

## Відкриття
Два перші відомі супутники, Титанію та Оберон, виявив сер Вільям Гершель 11 січня 1787 року, через шість років після відкриття ним Урана. Пізніше Гершель вважав, що виявив шість супутників, і, можливо, навіть кільце. Протягом майже 50 років телескоп Гершеля був єдиним, за допомогою якого можна було розрізнити супутники Урана. У 1840-х роках досконаліші інструменти спостережень і сприятливе розташування Урана дали змогу помітити спорадичні ознаки інших супутників, окрім Титанії й Оберона. Нарешті 1851 року Вільям Ласселл відкрив два наступні супутники — Арієль і Умбрієль. Тривалий час у нумерації супутників Урана точилися суперечки між позначеннями Гершеля (де Титанія й Оберон мали номери II і IV) і Лассела (у якого вони іноді мали номери I і II). Після того як існування Умбрієля й Арієля було підтверджено, Ласселл пронумерував супутники від I до IV в порядку віддалення. Відтоді нумерація не змінювалася. 1852 року син Вільяма Гершеля, Джон Гершель, дав назви чотирьом відомим тоді супутникам.
Майже століття нових відкриттів супутників Урана не було. 1948 року Джерард Койпер виявив найменший серед п'яти великих сферичних супутників — Міранду. Декілька десятиліть по тому, у січні 1986 року, за допомогою космічного зонда «Вояджер-2» було відкрито 10 внутрішніх супутників. Ще один супутник, Пердіта, був відкритий у 1999 році Еріхом Каркошкою після повторного аналізу старих фотографій «Вояджера-2».
До 1997 року Уран залишався єдиною планетою-гігантом, у якої не було виявлено нерегулярних супутників. 1997 року за допомогою наземних телескопів астрономи відкрили перші два його нерегулярні супутники — Сікораксу і Калібан. Між 1999 і 2003 роками великі наземні телескопи визначили ще сім нерегулярних супутників Урана. Ще два маленькі внутрішні супутники, Купідон і Меб, відкрили 2003 року з використанням космічного телескопа «Габбл». Нових відкриттів супутників не було аж до 2021—2023 років, коли Скотт Шеппард і його колеги за допомогою телескопа Субару на вулкані Мауна-Кея виявили ще один нерегулярний супутник, який отримав тимчасове позначення S/2023 U 1, і ще п'ять кандидатів, які очікують на оголошення.

### Уявні супутники
Відкривши Титаніїю та Оберон 11 січня 1787 року, пізніше Гершель вирішив, що спостерігав ще 4 супутники: два 18 січня та 9 лютого 1790 року і ще два 28 лютого та 26 березня 1794 року. Таким чином, кілька подальших десятиліть вважалося, що в Урана 6 супутників, хоча існування 4 з них не підтвердив жоден інший астроном. Вважалося, що чотири уявні супутники Гершеля мали такі сидеричні періоди: 5,89 дня (ближче до Урана, ніж Титанія), 10,96 дня (між Титанією та Обероном), 38,08 і 107,69 дня (далі за Оберон). Спостереження Ласселла 1851 року виявили Арієль і Умбрієль, але не підтвердили спостережень Гершеля; Арієль і Умбрієль, які Гершель, звичайно ж, мав бачити, якщо він бачив супутники поряд із Титанією та Обероном, за орбітальними характеристиками не відповідали жодному з додаткових супутників, заявлених Гершелем. Тому вважається, що з шести супутників, помічених Гершелем, чотири були ілюзорними — ймовірно, результатом помилкового сприйняття зір поблизу Урана як супутників, і пріоритет у відкритті Арієля та Умбрієля був визнаний за Ласселлом

## Назви
Перші два супутники Урана, відкриті 1787 року, отримали назву лише 1852 року, через рік після виявлення ще двох. Обов'язок дати їм назви взяв на себе Джон Гершель, син першовідкривача Урана. Він вирішив не брати назви для супутників із грецької міфології, а натомість назвав їх на честь магічних духів з англійської літератури: короля й королеви фей та ельфів Оберона й Титанії із комедії «Сон літньої ночі» Вільяма Шекспіра, а також сильфа Арієля та гнома Умбрієля з «Викрадення кучеря» Александера Поупа. (Арієлем також звуть ельфа в «Бурі» Шекспіра). Причини такого вибору, мабуть, полягали в тому, що Уран, як бог піднебесся і повітря, мав супроводжуватися духами повітря. Невідомо, чи назви супутників вигадав сам Джон Гершель, чи їх обрав відкривач Арієля й Умбрієля Вільям Ласселл, а Гершель їх лише затвердив.
Наступні назви не продовжили традиції імен духів повітря (такими були лише Пак і Меб), натомість зосередилися на творах Шекспіра. 1949 року п'ятий супутник, Міранду, його першовідкривач Джерард Койпер назвав на честь смертного персонажа з Шекспірівської «Бурі». Поточна практика іменування супутників, усталена Міжнародним астрономічним союзом, використовує персонажів п'єс Шекспіра та поеми Поупа «Викрадення кучеря» (утім, наразі лише Арієль, Умбрієль і Белінда мають імена з останньої поеми; усі інші названі за Шекспіром). Усі зовнішні ретроградні супутники названі на честь персонажів однієї п'єси «Буря», а єдиний відомий зовнішній проградний супутник, Маргарита, названий на честь героїні п'єси «Багато галасу з нічого». Назви супутників взяті з таких шекспірівських п'єс:
- «Сон літньої ночі»: Титанія, Оберон, Пак
- «Буря»: Міранда, Калібан, Просперо, Трінкуло, Франсіско, Фердінанд, Стефано, Сетебос і Сікоракса
- «Король Лір»: Корделія
- «Гамлет»: Офелія
- «Приборкання норовливої»: Біанка
- «Отелло»: Дездемона
- «Ромео і Джульєтта»: Джульєтта, Меб
- «Венеціанський купець»: Порція
- «Як вам це подобається»: Розалінда
- «Багато галасу з нічого»: Маргарита
- «Зимова казка»: Пердіта
- «Троїл і Крессіда»: Крессіда
- «Тімон Афінський»: Купідон

Деякі астероїди, названі на честь тих самих персонажів Шекспіра, мають спільні назви із супутниками Урана: 171 Офелія, 593 Титанія, 666 Дездемона та 2758 Корделія. Астероїд 218 Біанка має таку саму назву, проте названий на честь співачки Б'янки Б'янкі. Астероїд 548 Крессида названий на честь того самого персонажу, проте має іншу назву в оригіналі — Kressida, тоді як супутник — Cressida. Астероїд 763 Купідон названий на честь бога Купідона і в оригіналі має назву — Cupido, тоді як супутник — Cupid.

## Групи
Система супутників Урана найменш масивна серед систем супутників планет-гігантів; загальна маса 5 найбільших супутників Урана не складе й половини маси Тритона (сьомого за розміром супутника у Сонячній системі). Найбільший із супутників, Титанія, має радіус 788,9 км; це майже вдвічі менше за радіус Тритона, але трохи більше за радіус Реї, другого за величиною супутника Сатурна, що робить Титанію восьмим за розміром супутником у Сонячній системі. Уран приблизно в 10 000 разів масивніший, ніж його супутники.

### Внутрішні супутники

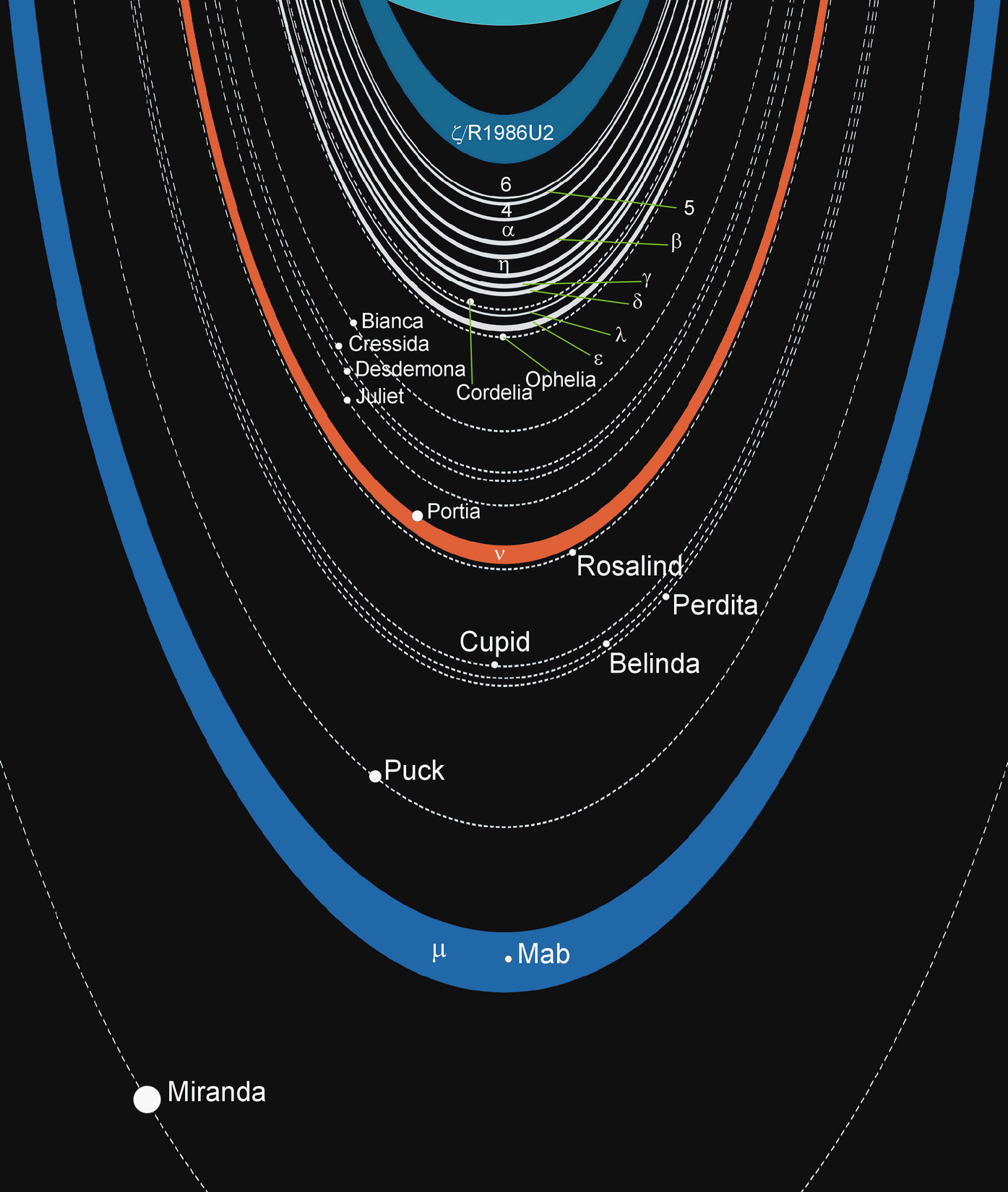
Схема системи внутрішніх супутників та кілець Урана

За даними на 2024 рік, Уран має 13 внутрішніх супутників. Їх орбіти лежать всередині орбіти Міранди. За радіусами орбіт внутрішні супутники Урана утворюють дві групи: групу Порції, до якої входять шість супутників Біанка, Крессіда, Дездемона, Джульєтта, Порція і Розалінда, та групу Белінди, яка включає три супутники Купідон, Белінду і Пердіту. Ще чотири внутрішні супутники не належать до жодної з цих тісних груп. Усі внутрішні супутники тісно пов'язані з кільцями Урана, які, ймовірно, є результатом розпаду одного або кількох маленьких внутрішніх супутників. Корделія й Офелія є супутниками-пастухами кільця ε, а невелика Меб є джерелом найвіддаленішого кільця μ. На відстані близько 100 км назовні від кілець α і β можуть розташовуватися ще два маленьких невідкритих супутника-пастуха радіусом 2—7 км.
162-кілометровий Пак є найбільшим із внутрішніх супутників Урана та єдиним, для якого на знімку «Вояджера-2» можна розрізнити деталі. Пак і Меб є найдальшими від Урана внутрішніми супутниками. Поверхні всіх внутрішніх супутників темні: їхнє геометричне альбедо менше 10 %. Вони складаються з водяного льоду, забрудненого темним матеріалом, ймовірно, органічними речовинами, модифікованими впливом випромінювання.
Внутрішні супутники постійно збурюють орбіти один одного взаємною гравітацією, особливо в щільно розташованих групах Порції та Белінди. Система хаотична і, очевидно, нестабільна. Моделювання показує, що такі взаємні гравітаційні збурення можуть із часом призвести до перетину орбіт і до зіткнень між супутниками. Дездемона може зіткнутися з Крессідою протягом наступних кількох мільйонів років, а Купідон, ймовірно, зіткнеться з Беліндою протягом наступних 10 мільйонів років. Пердіта і Джульєтта можуть взяти участь у пізніших зіткненнях. Можливо, між кільцями та внутрішніми супутниками існує динамічна рівновага, в якій супутники відносно часто розбиваються та знову конденсуються.

### Великі супутники

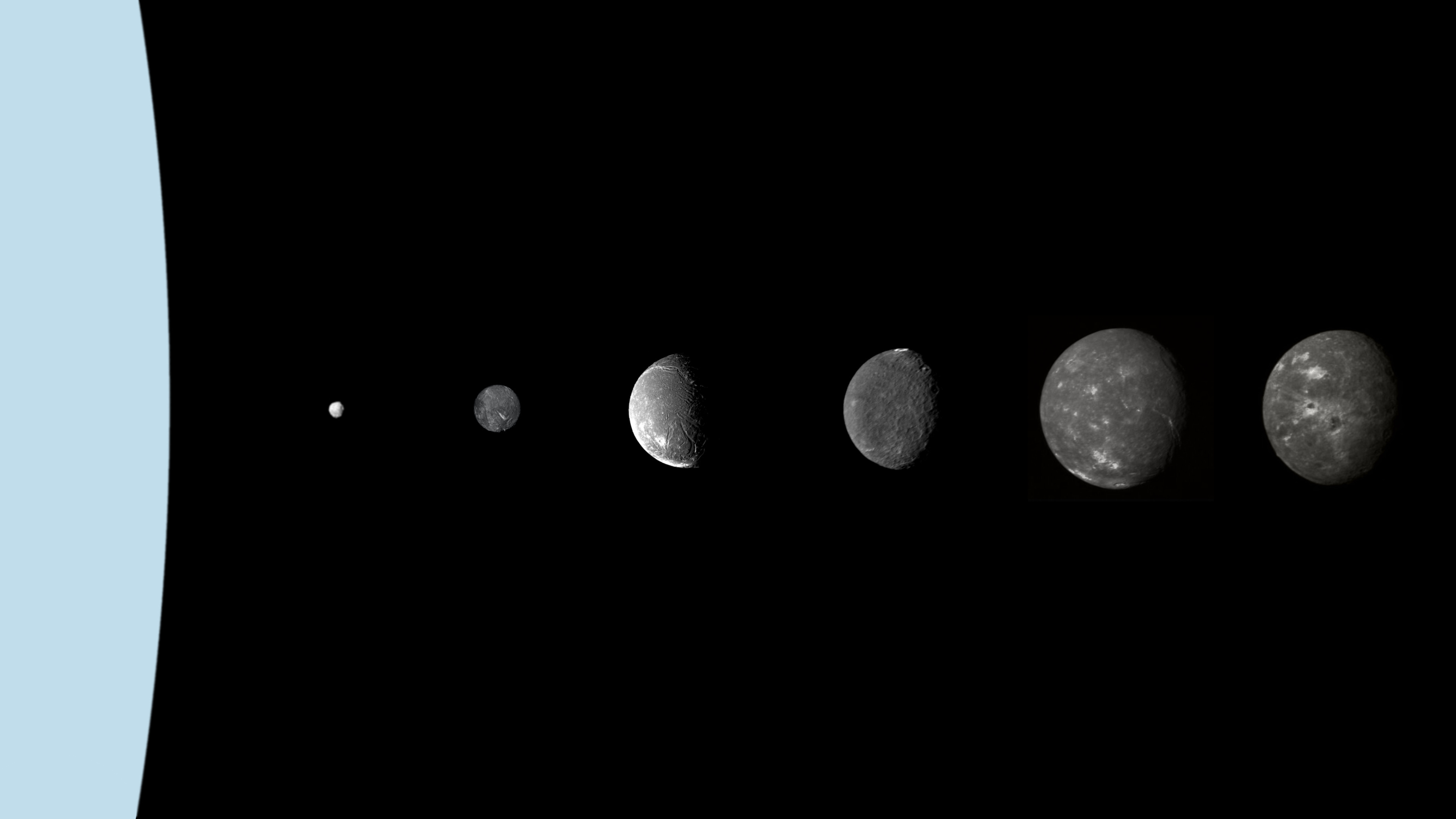
Порівняння розмірів Урана і його шести найбільших супутників. Зліва направо: Пак, Міранда, Арієль, Умбрієль, Титанія, Оберон.

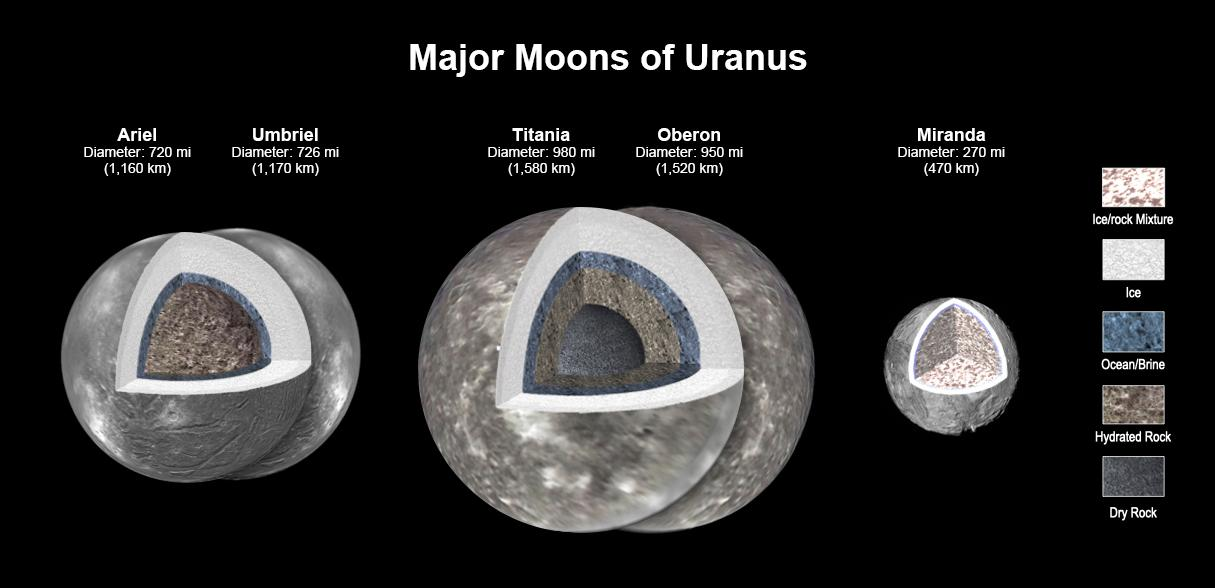
Моделі внутрішньої будови великих супутників Урана

Серед супутників Урана виділяються п'ять найбільших: Міранда, Арієль, Умбрієль, Титанія та Оберон. Їх діаметри становлять від 472 км для Міранди до 1578 км для Титанії. Усі великі супутники Урана — порівняно темні об'єкти: їх геометричне альбедо змінюється в діапазоні 30—50 %, а бондівське альбедо — від 10 до 23 %. Умбрієль — найтемніший із цих супутників, а Арієль — найяскравіший. Маси супутників складають від 6,7×1019 кг (Міранда) до 3,5×1021 кг (Титанія). Для порівняння, маса Місяця — 7,5×1022 кг. Вважається, що головні супутники Урана утворилися в акреційному диску, який існував навколо Урана протягом деякого часу після його формування або був результатом зіткнення молодого Урана з іншим небесним тілом. Ця думка підтверджується їхньою великою тепловою інерцією, яка споріднює їх із карликовими планетам (як-от Плутон і Гаумеа) і відрізняє їх від нерегулярних супутників Урана, які мають нижчу теплову інерцію, подібну до класичних транснептунових об'єктів.
Усі великі супутники Урана складаються приблизно з однакової кількості каменю та льоду, за винятком Міранди, яка складається переважно з льоду. Лід може включати аміак та вуглекислий газ. На їхніх поверхнях багато кратерів, але всі вони (за винятком Умбрієля) демонструють ознаки оновлення поверхні, що проявляється в утворенні каньйонів і, у випадку Міранди, яйцеподібних структур, схожих на перегонові треки, так званих корон. Судячи з кількості ударних кратерів, поверхня Арієля здається наймолодшою, а поверхня Умбрієля — найстарішою. Вважається, що колишні орбітальні резонанси між Мірандою та Умбрієлем (3:1) та між Арієлем і Титанією (4:1), були відповідальні за нагрівання, яке викликало значну геологічну активність на Міранді та Арієлі. Одним із доказів такого минулого резонансу є високий нахил орбіти Міранди (4,34°), невластивий таким близьким до планети супутникам. Найбільші супутники Урана можуть бути внутрішньо диференційованими, з кам'яними ядрами та крижаними мантіями. Титанія та Оберон на межі ядра та мантії можуть містити океани рідкої води. Великі супутники Урана не мають атмосфер. Наприклад, було показано, що атмосферний тиск на Титанії не перевищує 10—20 нанобар.

### Нерегулярні супутники

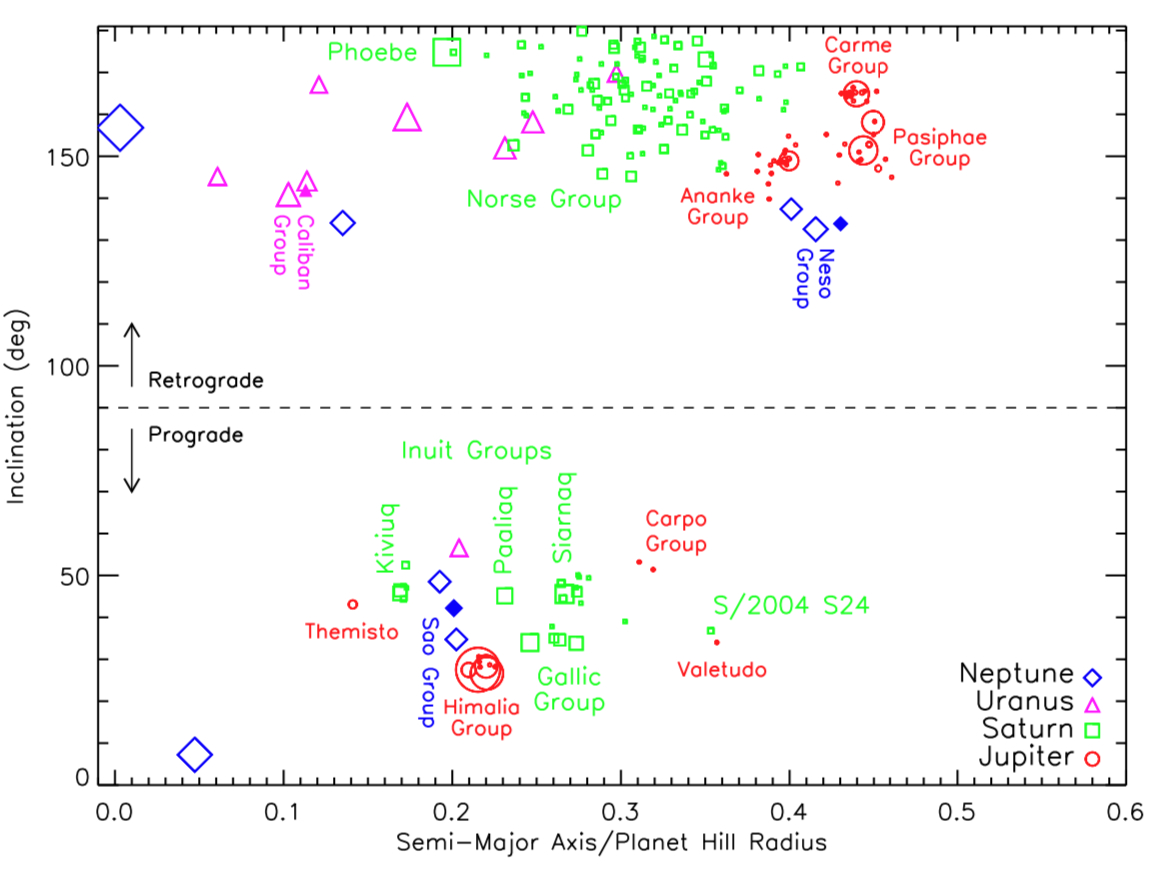
Нерегулярні супутники Юпітера (червоний), Сатурна (зелений), Урана (фіолетовий) і Нептуна (синій). По горизонталі відкладена велика піввісь орбіти (як частка радіуса сфери Гілла), по вертикалі — нахил орбіти від екліптики. Відносні розміри супутників позначені розміром їхніх символів. Підписана група Калібана.

Розміри відомих нерегулярних супутників Урана лежать між ~160 км (Сікоракса) і ~8 км (S/2023 U 1). Через невелику кількість відомих нерегулярних супутників Урана поки що неясно, які з них належать до груп зі схожими орбітальними характеристиками. Єдиною відомою такою групою є група Калібана, яка зосереджена на орбітальних відстанях 6—7 млн км і нахилах 141—144°. Група Калібана включає три ретроградні супутники: Калібан, S/2023 U 1 і Стефано.
На проміжних нахилах 60° < i < 140° супутники не зустрічаються через нестійкість Лідова — Козаї. У цій нестійкій області збурення орбіт сонячною гравітацією в апоцентрі надають орбітам великих ексцентриситетів, що призводить до зіткнень із внутрішніми супутниками або викидання супутників від Урана. Час життя супутників в області нестабільності становить від 10 мільйонів до мільярдів років. Маргарити є єдиним відомим нерегулярним проградним супутником Урана, і її орбіта є однією з найексцентричніших орбіт серед усіх супутників Сонячної системи.

## Список

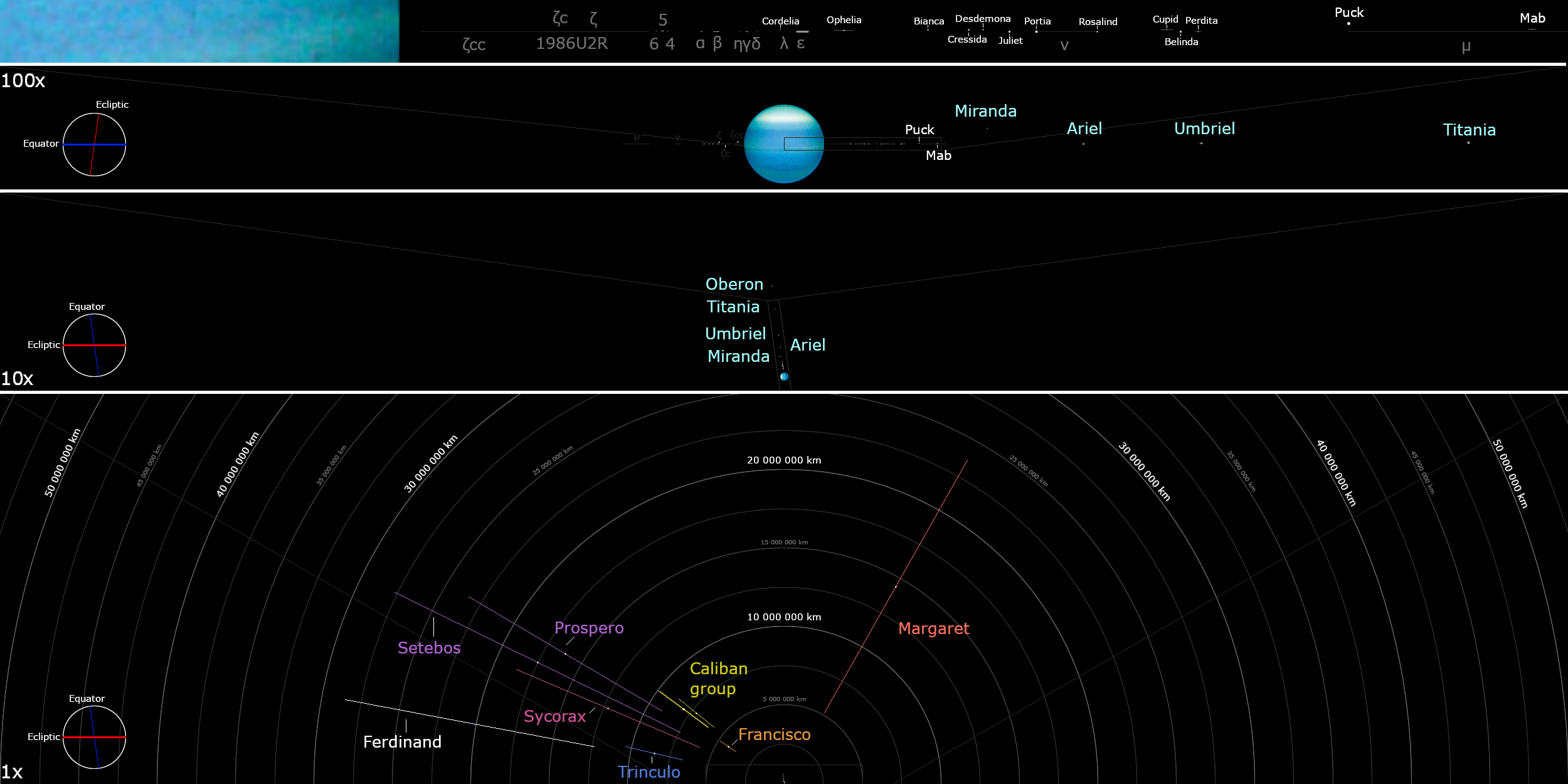
Орбітальна діаграма нахилу орбіти та орбітальних відстаней для кілець Урана та системи супутників у різних масштабах.

Супутники Урана перераховані тут за орбітальним періодом, від найкоротшого до найдовшого. Супутники, достатньо масивні, щоб набути сферичної форми, виділені блакитним кольором і жирним шрифтом. Внутрішні й великі супутники всі мають проградні орбіти. Нерегулярні супутники з ретроградними орбітами показані темно-сірим кольором. Маргарита, єдиний відомий нерегулярний супутник Урана з проградною орбітою, показана світло-сірим кольором. Орбіти та середні відстані нерегулярних супутників змінюються протягом короткого періоду часу через сильні гравітаційні збурення з боку Сонця та планет, тому перелічені орбітальні елементи всіх нерегулярних супутників усереднені за період 8000 років на основі роботи Brozović and Jacobson (2009). Вони можуть відрізнятися від оскулюючих орбітальних елементів, наданих іншими джерелами. Елементи орбіти великих супутників наведені на епоху 1 січня 2000 року, а орбітальні елементи нерегулярних супутників — на епоху 1 січня 2020 року.
| Позначення          | Позначення       | Позначення                                  | Позначення                                    | Позначення     |
| ------------------- | ---------------- | ------------------------------------------- | --------------------------------------------- | -------------- |
| Внутрішні супутники | Великі супутники | Позагрупові проградні нерегулярні супутники | Позагрупові ретроградні нерегулярні супутники | Група Калібана |

| Мітка | Назва      | Фото | Абс. зор. величина | Діаметр (км)                       | Маса (× 1016 кг) | Велика піввісь (км) | Орбітальний період (д) | Нахил орбіти (°) | Ексцентриситет | Рік відкриття | Відкривач            | Група            |
| ----- | ---------- | ---- | ------------------ | ---------------------------------- | ---------------- | ------------------- | ---------------------- | ---------------- | -------------- | ------------- | -------------------- | ---------------- |
| VI    | Корделія   |      | 10,3               | 40 ± 6 (50 × 36)                   | ≈ 3,4            | 49800               | 0,334 57               | 0,2              | 0,000          | 1986          | Терріл (Вояджер-2)   | пастух кільця ε  |
| VII   | Офелія     |      | 10,2               | 43 ± 8 (54 × 38)                   | ≈ 4,2            | 53800               | 0,37686                | 0,1              | 0,011          | 1986          | Терріл (Вояджер-2)   | пастух кільця ε  |
| VIII  | Біанка     |      | 9,8                | 51 ± 4 (64 × 46)                   | ≈ 6,9            | 59200               | 0,43501                | 0,1              | 0,001          | 1986          | Сміт (Вояджер-2)     | Порція           |
| IX    | Крессіда   |      | 8,9                | 80 ± 4 (92 × 74)                   | ≈ 27             | 61800               | 0,46315                | 0,1              | 0,000          | 1986          | Сіннот (Вояджер-2)   | Порція           |
| X     | Дездемона  |      | 9,3                | 64 ± 8 (90 × 54)                   | ≈ 14             | 62700               | 0,47323                | 0,1              | 0,000          | 1986          | Сіннот (Вояджер-2)   | Порція           |
| XI    | Джульєтта  |      | 8,5                | 94 ± 8 (150 × 74)                  | ≈ 43             | 64400               | 0,49348                | 0,0              | 0,001          | 1986          | Сіннот (Вояджер-2)   | Порція           |
| XII   | Порція     |      | 7,7                | 135 ± 8 (156 × 126)                | ≈ 130            | 66100               | 0,51320                | 0,0              | 0,000          | 1986          | Сіннот (Вояджер-2)   | Порція           |
| XIII  | Розалінда  |      | 9,1                | 72 ± 12                            | ≈ 20             | 69900               | 0,55846                | 0,0              | 0,000          | 1986          | Сіннот (Вояджер-2)   | Порція           |
| XXVII | Купідон    |      | 12,6               | ≈ 18                               | ≈ 0,31           | 74400               | 0,61317                | 0,1              | 0,005          | 2003          | Шоволтер і Ліссауер  | Белінда          |
| XIV   | Белінда    |      | 8,8                | 90 ± 16 (128 × 64)                 | ≈ 38             | 75300               | 0,62353                | 0,0              | 0,000          | 1986          | Сіннот (Вояджер-2)   | Белінда          |
| XXV   | Пердіта    |      | 11,0               | 30 ± 6                             | ≈ 1,4            | 76400               | 0,63841                | 0,0              | 0,002          | 1999          | Каркошка (Вояджер-2) | Белінда          |
| XV    | Пак        |      | 7,3                | 162 ± 4                            | 191±64           | 86005               | 0,76148                | 0,3562           | 0,0002         | 1985          | Сіннот (Вояджер-2)   |                  |
| XXVI  | Меб        |      | 12,1               | ≈ 18                               | ≈ 0,31           | 97700               | 0,92329                | 0,1              | 0,003          | 2003          | Шоволтер і Ліссауер  | джерело кільця μ |
| V     | Міранда    |      | 3,5                | 471,6 ± 1,4 (481 × 486 × 466)      | 6293±300         | 129858              | 1,4138                 | 4,4072           | 0,0014         | 1948          | Койпер               |                  |
| I     | Арієль     |      | 1,0                | 1 157,8 ± 1,2 (1162 × 1156 × 1155) | 123310±1800      | 190930              | 2,5207                 | 0,0167           | 0,0012         | 1851          | Ласселл              |                  |
| II    | Умбрієль   |      | 1,7                | 1 169,4 ± 5,6                      | 128850±2250      | 265982              | 4,1445                 | 0,0796           | 0,0039         | 1851          | Ласселл              |                  |
| III   | Титанія    |      | 0,8                | 1 576,8 ± 1,2                      | 345500±5090      | 436282              | 8,7064                 | 0,1129           | 0,0012         | 1787          | Гершель              |                  |
| IV    | Оберон     |      | 1,0                | 1 522,8 ± 5,2                      | 311040±7490      | 583449              | 13,464                 | 0,1478           | 0,0014         | 1787          | Гершель              |                  |
| XXII  | Франсіско  |      | 12,4               | ≈ 22                               | ≈ 0,56           | 4275700             | 267,11                 | 146,8            | 0,144          | 2001          | Голман               |                  |
| XVI   | Калібан    |      | 9,1                | 42+20 −12                          | ≈ 3,9            | 7167000             | 579,76                 | 141,4            | 0,200          | 1997          | Гледмен              | Калібан          |
| XX    | Стефано    |      | 9,7                | ≈ 32                               | ≈ 1,7            | 7951400             | 677,55                 | 143,6            | 0,235          | 1999          | Гледмен              | Калібан          |
| 99 !  | S/2023 U 1 |      | 13,7               | ≈ 8                                | ≈ 0,027          | 7976600             | 680,78                 | 143,9            | 0,250          | 2023          | Шеппард              | Калібан          |
| XXI   | Трінкуло   |      | 12,7               | ≈ 18                               | ≈ 0,31           | 8502600             | 749,40                 | 167,1            | 0,220          | 2001          | Голман               |                  |
| XVII  | Сікоракса  |      | 7,4                | 157+23 −15                         | ≈ 200            | 12193200            | 1288,40                | 157,0            | 0,520          | 1997          | Ніколсон та ін.      |                  |
| XXIII | Маргарита  |      | 12,7               | ≈ 20                               | ≈ 0,42           | 14425000            | 1655,16                | 60,5             | 0,642          | 2003          | Шеппард та Джевітт   |                  |
| XVIII | Просперо   |      | 10,5               | ≈ 50                               | ≈ 6,5            | 16221000            | 1979,41                | 149,4            | 0,441          | 1999          | Голман               |                  |
| XIX   | Сетебос    |      | 10,7               | ≈ 47                               | ≈ 5,4            | 17519800            | 2224,94                | 153,9            | 0,579          | 1999          | Кавеларс та ін.      |                  |
| XXIV  | Фердінанд  |      | 12,5               | ≈ 21                               | ≈ 0,48           | 20421400            | 2808,70                | 169,2            | 0,395          | 2001          | Голман               |                  |